# Біллі Стюарт (хокеїст)
Вільям Роксборо Стюарт (англ. William Roxborough "Red" Stuart, 1 лютого 1900, Секвілль, Нью-Брансвік — 7 березня 1978) — канадський хокеїст, що грав на позиції захисника.
Володар Кубка Стенлі.

## Ігрова кар'єра
Професійну хокейну кар'єру розпочав 1920 року.
Протягом професійної клубної ігрової кар'єри, що тривала 8 років, захищав кольори команд «Торонто Сент-Патрікс» та «Бостон Брюїнс».
Усього провів 195 матчів у НХЛ, включаючи 12 ігор плей-оф Кубка Стенлі.
У 1922 році, граючи за клуб «Торонто Сент-Патрікс», став володарем Кубка Стенлі.